# Бескоспинський сільський округ
Бескоспи́нський сільський округ (каз. Бесқоспа ауылдық округі, рос. Бескоспинский сельский округ) — адміністративна одиниця у складі Алгинського району Актюбінської області Казахстану. Адміністративний центр — село Єсет-батира Кокіули.
Населення — 1666 осіб (2021; 1649 у 2009, 1907 у 1999, 1559 у 1989).
Станом на 1989 рік існувала Максимо-Горьківська сільська рада (села Бескопа, Павловка, Темрей). Пізніше село Бескопа було передане до складу Бестамацького сільського округу. 2012 року було ліквідовано село Темрей.

## Склад
До складу округу входять такі населені пункти:
| Населений пункт           | Стара назва | Населення, осіб (1989) | Населення, осіб (1999) | Населення, осіб (2009) | Населення, осіб (2021) |
| ------------------------- | ----------- | ---------------------- | ---------------------- | ---------------------- | ---------------------- |
| Єсет-батира Кокіули, село | Павловка    | 1357                   | 1585                   | 1458                   | 1603                   |
| --Темрей, село            | -           | 202                    | 189                    | 81                     | -                      |
| Кзилту, село              | Кизилту     | -                      | 133                    | 110                    | 63                     |